# Ngọc Phu
Chòm sao Ngọc Phu （玉夫)，(tiếng La Tinh: Sculptor) là một trong 88 chòm sao hiện đại, mang hình ảnh Điêu Khắc.
Chòm sao này có diện tích 475 độ vuông, nằm trên thiên cầu nam, chiếm vị trí thứ 36 trong danh sách các chòm sao theo diện tích.
Chòm sao Ngọc Phu nằm kề các chòm sao Kình Ngư, Bảo Bình, Nam Ngư, Thiên Hạc, Phượng Hoàng, Thiên Lô.

## Thiên thể
Các thiên thể đáng quan tâm
- Thiên hà Ngọc Phu, NGC 55. Hai thiên hà này thuộc nhóm thiên hà Ngọc Phu
- Thiên hà NGC 7793
- Cụm sao cầu NGC 288, nằm gần nam cực của hệ tọa độ Ngân Hà